# 日本航空350便墜落事故
日本航空350便墜落事故（にほんこうくう350びんついらくじこ）は、1982年（昭和57年）2月9日（火曜日）に日本航空のマクドネル・ダグラス DC-8-61が羽田空港沖に墜落した航空事故である。350便は福岡空港発・東京国際空港行定期便で、乗員乗客174人中24人が死亡、149人が負傷した。
「日航羽田沖墜落事故 」・「日航逆噴射事故」などと呼ばれている。

## 事故機に関する情報

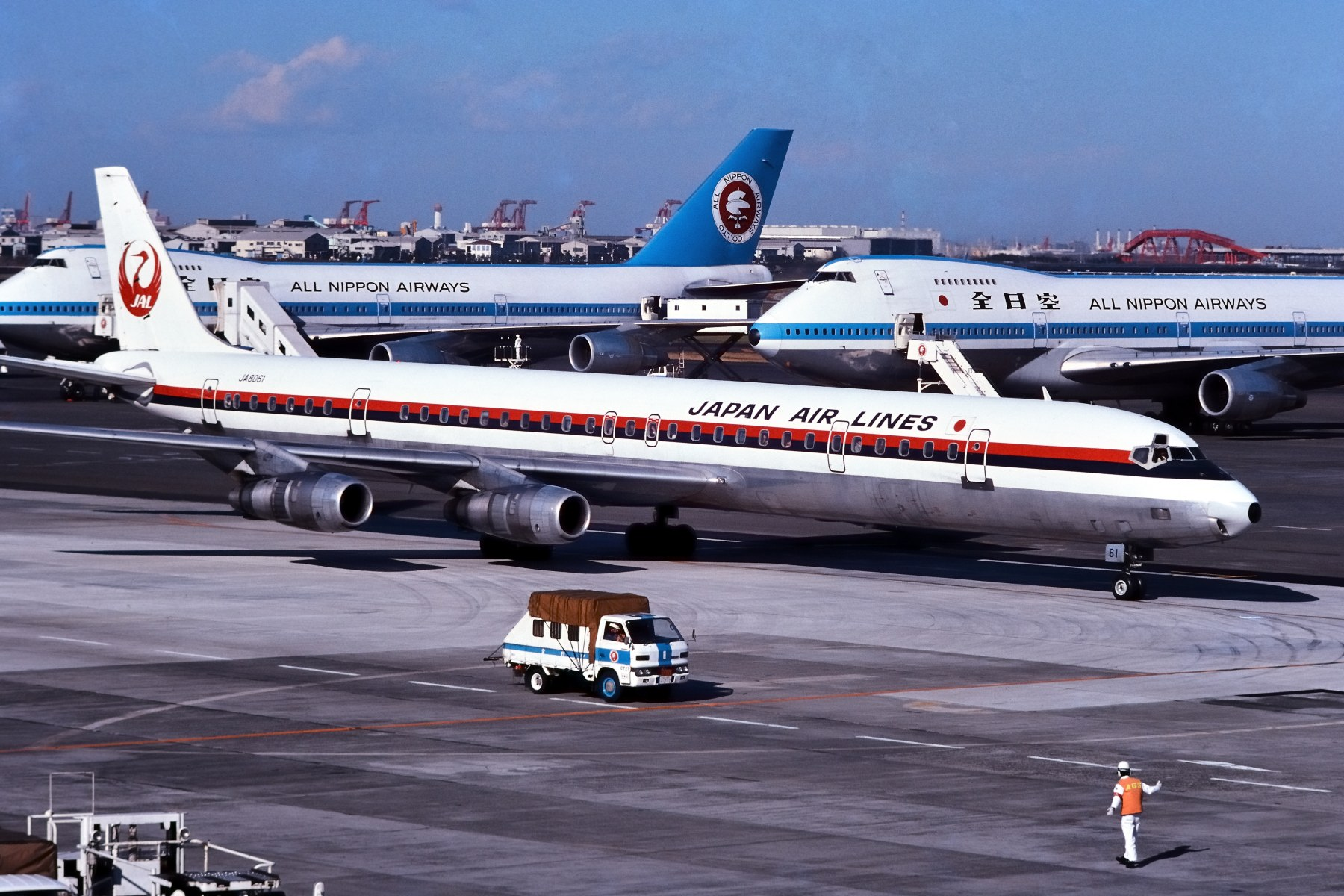
事故機のJA8061（1981年11月撮影）

### 当該飛行機について
350便に使用されたマクドネル・ダグラス DC-8-61（機体記号：JA8061、製造番号：45889）は、1967年（昭和42年）5月25日に製造された。同年にイースタン航空へN8775として納入され、1973年（昭和48年）に日本航空が購入していた。
総飛行時間は36,955時間で、直近のA点検は1982年（昭和57年）1月31日に行われていた。また、事故機は1973年（昭和48年）8月 - 1976年（昭和51年）1月まで訓練機として使用されていた。搭載されていたエンジンはプラット・アンド・ホイットニー JT3D-3Bであった。事故当初は経年機であったことや訓練機で離着陸回数が多いことから、機体老朽化が原因ではないかと推定されていた。

### 運航乗務員
機長は35歳男性で、1969年（昭和44年）10月1日に日本航空へ入社した。総飛行時間は5,698時間で、その内、484時間がDC-8機長として、3,869時間が副操縦士としての飛行である。DC-8機長操縦資格は1979年（昭和54年）12月18日に取得した。機長は事故により腰椎骨折、および軽度の打撲などの怪我を負った。
副操縦士は33歳男性で、1972年（昭和47年）8月11日に日本航空へ入社した。総飛行時間は3,391時間で、そのうち186時間がDC-8副操縦士としての飛行である。DC-8副操縦士操縦資格は1981年（昭和56年）8月26日に取得した。副操縦士は事故により腰椎および左肋骨骨折などの怪我を負った。
航空機関士は48歳男性で、1957年（昭和32年）4月1日に日本航空に入社した。総飛行時間は6,560時間で、そのうち3,564時間がDC-8の航空機関士としての飛行である。DC-8航空機関士飛行資格は1969年（昭和44年）1月10日に取得し、1981年（昭和56年）4月には社内路線教官になっていた。航空機関士は事故により鎖骨および上腕骨骨折などの怪我を負った。
3人のコックピットクルーは事故前日に羽田発福岡行JAL377便に乗務しており、使用機材は事故機JA8061であった。

## 事故の経過

### 離陸から着陸準備まで
7時34分、350便は福岡空港滑走路16より離陸した。7時51分、巡航高度の29,000フィート (8,800 m) まで上昇し、水平飛行に移った。8時19分、管制官が16,000フィート (4,900 m) までの降下を指示し、パイロットは降下を開始した。350便は羽田空港の滑走路33R（旧C滑走路）へのILS進入を許可され、8時39分に着陸装置が降ろされた。2分後、フラップが50度まで展開された。
8時43分25秒、副操縦士が500フィート (150 m) のコールを行ったが、機長は応答しなかった。8時43分59秒、副操縦士は200フィート (61 m) のコール直後に決心高度を意味する「ミニマム」をコールした。通常、機長はこれに対して「コンティニュー」または「ゴー・アラウンド」とコールアウトしなければならないのだが、機長は「チェック」としかコールしなかった。

### 意図的墜落

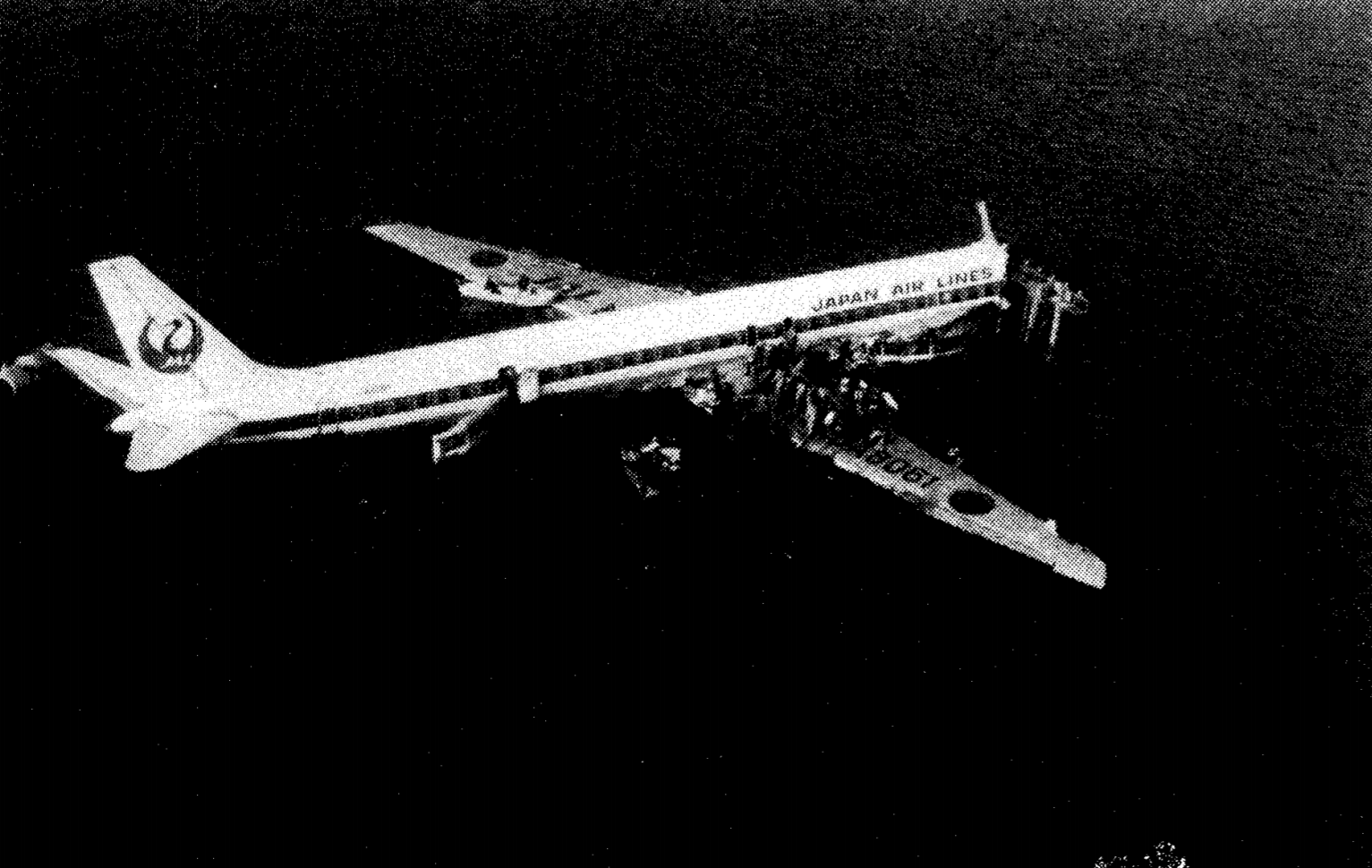
墜落した機体

8時44分01秒、350便が高度164フィート (50 m) を130ノット (240 km/h) の速度で飛行していた際、機長は自動操縦を解除した。ところがその後、操縦桿を前に押し、スロットルをアイドル位置まで引戻した。航空機関士はエンジンの回転数が低下していることに気付き、「パワー・ロー」と叫んだ。機長はさらに、第2・3エンジンスロットルを逆噴射位置へ操作した。副操縦士は機首が異常なほど下がっていることと、機長が操縦桿を押し込んでいることに気付いた。
副操縦士は操縦桿を引いたが、機長は未だ操縦桿を押し込んでいたため「キャプテン、やめて下さい！」と発した。8時44分07秒、350便は滑走路33Rから510m手前、空港南側の東京湾（多摩川河口付近）に墜落した。墜落時、機体は僅かに右へ傾いており、右主翼が海上にある進入灯の一部を破損させ、胴体部が機首部分に乗り上げる状態で停止した。
墜落後、コックピットからは乗り上がった機体が見えた。副操縦士は機長に「キャプテン、何てことをしてくれたんですか！」と怒鳴った。これを客室乗務員2人が止めたが、機長は泣き出した。また航空機関士は意識を失っており、救助されたのは40分後のことであった。機体後部の客室乗務員はコックピットとの連絡を試みたが、墜落の衝撃でコックピットと機体が分離しており連絡不能状態であった。そのため、乗客に救命胴衣を着けるよう指示をし、脱出時の注意を説明した。
ホテルニュージャパン火災の翌日であり、東京消防庁は対応に追われている中であったが、特別救助隊や水難救助隊、消防艇を出動させて救助活動に当たった。救助隊は9時頃に現場に到着した。それ以外にも羽田の漁師も救出活動を行った。

### CVRの記録
以下は、最終報告書に掲載されたコックピットボイスレコーダー (CVR) の記録で、斜体は警報音を表している。英語での発言については、括弧内に原文が記載されている。
| 時間        | 発言者                                   | 発言内容 |
| ----------- | ---------------------------------------- | --- |
| 8時42分37秒 | 管制官                                   | ジャパンエア350、風方位360か20ノット、着陸許可、滑走路33R (Japan Air 350, wind 360 at 20, Clear to land, runway 33 Right.) |
| 8時42分37秒 | 副操縦士                                 | 了解350、着陸許可、滑走路33R (Roger 350, clear to land, runway 33 Right.)                                                  |
| 8時42分49秒 | 機長                                     | 着陸許可 (Clear to land.)                                                                                                  |
| 8時42分49秒 | 副操縦士                                 | はい |
| 8時43分25秒 | 副操縦士                                 | 500 |
| 8時43分50秒 | 副操縦士                                 | アプローチング・ミニマム                                                                                                   |
| 8時43分50秒 | 機長                                     | チェック |
| 8時43分59秒 | 航空機関士                               | 200 |
| 8時44分00秒 | 副操縦士                                 | ミニマム |
| 8時44分00秒 | 機長                                     | チェック |
| 8時44分01秒 | 《自動操縦が解除される》                 | 《自動操縦が解除される》                                                                                                   |
| 8時44分01秒 | 《スロットルがアイドル位置へ操作される》 | 《スロットルがアイドル位置へ操作される》                                                                                   |
| 8時44分02秒 | 航空機関士                               | パワー・ロー |
| 8時44分02秒 | 《スロットルが逆噴射位置へ操作される》   | 《スロットルが逆噴射位置へ操作される》                                                                                     |
| 8時44分04秒 | GPWS                                     | Glide Slope |
| 8時44分05秒 | 副操縦士                                 | キャプテン |
| 8時44分05秒 | GPWS                                     | Glide Slope |
| 8時44分05秒 | 副操縦士                                 | やめてください |
| 8時44分07秒 | 《録音終了》                             | 《録音終了》 |

### 被害
この墜落に伴い、乗客24名が死亡した。乗員乗客95名が重傷を負い、54名が軽傷を負った。客室前部の乗客相当数は海中に投げ出された。死者はいずれも客室前より11番目までに座っていた乗客で、14名が頭部外傷、5名が溺水により死亡した。また事故により乗員乗客はおよそ19-23Gを受けたと推定された。
機体は事故に伴い、大破した。胴体が機首に乗り上げた状態であったが、機体尾部には損傷はなかった。右主翼は胴体部より分離しており、エンジンも4基共に主翼から脱落していた。なお、滑走路33Rの第14・15・18番進入灯が事故に伴い損傷した。

## 事故調査

### 残骸の分析

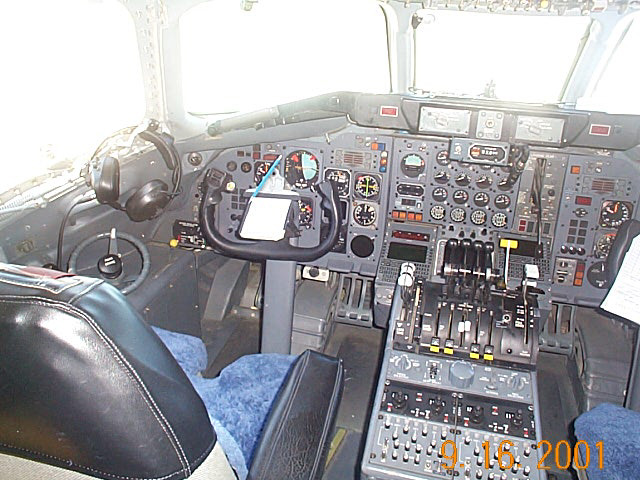
DC-8のコックピット、写真右のスロットル前方に着いているのがリバース・レバー。

事故機スロットルは第1 - 3エンジンが出力全開位置に、第4エンジンがアイドル位置にあった。さらに第4エンジンのリバース・レバーは作動位置にあり、右へ90度折れ曲がっていた。スポイラーはアーム位置にあり、フラップは50度まで展開されていた。なお、自動操縦のスイッチはオフの状態だった。

### 機長精神異常
事故後、副操縦士および航空機関士には事故によるもの以外の心身の異常は無かった。だが、機長には精神的な変調が見られた。関係者などの証言から、機長の精神的な変調が以前よりあったことが判明した。
機長（当時は副操縦士）は1976年（昭和51年）秋頃より自信喪失のような思考が現れ、友人との接触も少なくなっていた。この頃から、幻覚も見始めたという。関係者によれば機長は明るい性格であったが、1977年（昭和52年）頃より口数が減り、陰気な感じになったという。同僚にノイローゼを疑われたりしていた。
1978年（昭和53年）には家族にも不可解な行動をするようになり、翌年に姉に「自分は日本人ではない」と真剣に相談したりもしていた。1980年頃より幻聴の症状が現れ、10月頃からは体調不良に陥り乗務を取りやめることもあった。11月には荒いブレーキ操作や、旋回操作遅れによる飛行経路逸脱、推力不足状態での着陸復航などのことをしたため、上司より乗務予定を取り消されている。この出来事の約10日後、機長は精神科を受診しうつ病または心身症と診断された。このため、日本航空は機長を業務より外し、療養するように促した。
治療継続後、1981年（昭和56年）4月より国内線副操縦士として職場復帰した。日本航空は機長のうつ病は治ったと認識していたが、4月8日時点で機長は病院よりうつ状態と診断されていた。同年10月6日、医師は機長について「自律神経症で抑うつ状態だが、飛行観察時にはこれらの症状は見られず、機長として乗務しても問題はないと思われる」との意見書を日本航空に送付した。そのため11月からは機長業務に復帰したが、機長の妻は以前と変わらない状態で不安だと話した。事故直前には「ソ連が日本を破壊させるために日本を2派に分断し、血生臭い戦闘をさせているんだ」などの強い信念（被害妄想）を抱くまでに至っていた。
事故当日の350便の乗務中には「敵に捕まって残忍な方法で殺されるよりも、自分から先に死んだ方がマシだ」という妄想を抱くに至り、しばらく恐怖に震えた後に現実に戻るという精神状態にあった。350便が200フィート以下に降下した後、突然「イネ、イネ、……」という言葉が機長の頭全体に響き渡ったという。これは「去れ」「死ね」「行ってしまえ」といった意味と思われるが、機長は山彦のように聞こえる「お前も行くんだ、行くんだ」という幻聴に引き付けられるような気分となり、手動操作に切り替え操縦桿を押し込み、エンジンを逆噴射させた。
航空機関士が直ちに機長のこの異常操作に気付き、機長の右手を叩いて止めさせ、リバース・レバーを戻した。副操縦士は機首が急に下がったことに気付き、反射的に操縦桿を引き起こそうとしたが、機長が操縦桿を押し込む力が強く、引き起こすことができなかった。そのため副操縦士が「キャプテン、やめてください!」と叫ぶと、機長は操縦桿への力を緩めた。しかし、ミニマムのコールアウトからたった数秒間の異常操作であっても、機を海面に叩き付けるには十分であり、直後の8時44分7秒、350便は滑走路進入端から510メートル手前の東京湾に墜落した。

### 前日の飛行での異常行動
機長は事故前日、事故時と同じ乗員で羽田発福岡行JAL377便に乗務しているが、その際も異常な行動が見られた。羽田空港にて、管制官は377便に対して「滑走路に進入して待機せよ」と指示した。しかし、機長は「管制許可は来ているね」と言いながらスロットルを操作しようとした。これは副操縦士と航空機関士によって止められた。377便は20時13分に羽田空港滑走路04（旧B滑走路）より離陸し、右旋回を開始した。機長はこの時、70度近いバンク角で旋回を行った。そのため機体は内側にスリップし、15秒で800フィート (240 m) ほど降下した。対気速度も252ノット (467 km/h) から311ノット (576 km/h) まで増加した。副操縦士は機体が異常なほど傾いていることに気付き、修正操作を行った。
機体姿勢を修正した後、副操縦士は機長に「キャプテン、大丈夫ですか」と聞いた。これに対して機長は落ち着いた様子で「大丈夫です」と答えた。また福岡空港に着陸し降機する際、機長は副操縦士に「お見事」と発言した。
この操縦で乗客からのクレームもあったが、副操縦士が会社に対して報告を行っていなかったため、黙殺される結果となった。その理由として「社内において機長は管理職であり、副操縦士は評価をされる側であり言いにくかった」などが考えられている。
福岡空港を離陸する前の内部点検中、副操縦士は前夜のことについて航空機関士に「ほっておけば(バンク角)90度位までいってたかもしれない」と漏らしていた。航空機関士は「一時的な三半規管の狂いだろう」、副操縦士は「何ととろいキャプテンなんだ」と感じたという。

### 事故原因
パイロット達の技量や睡眠時間などは、事故に関与しなかったと結論付けられた。報告書では、着陸進入中の低高度で機長が操縦桿を押し、逆噴射装置を作動させたことが原因と認められた。一連の機長の行動は精神変調によるものだと認められた。報告書では、「機長は精神分裂病であり、機長としての乗務を行えるような状態ではなかった」と述べられた。なお、機長からの聞き取りや状況などから、墜落42秒前より機長の「心身状態が著しく悪くなった」と推定された。
DC-8は、1950年代後半に開発されたジェット旅客機黎明期の機体である。同機に搭載されているスポイラー（減速板）は全て着地後に使用するグラウンドスポイラーであり、飛行中に使用するフライトスポイラーは搭載されていなかったため、飛行中に減速を行う際に逆噴射装置が使用できるように設計されていた。ただし、飛行中に逆噴射できるのは内側の第2・3エンジンのみであった。

## 刑事事件捜査
機長は業務上過失致死罪により逮捕されたが、精神鑑定により妄想性精神分裂病(現:統合失調病)と診断され、心神喪失状態にあったとして東京地方検察庁により不起訴処分で釈放となった。機長は精神衛生法（現：精神保健及び精神障害者福祉に関する法律）に基づき、東京都立松沢病院に措置入院となり、約1年後に日本航空を諭旨解雇された。

## 事故後

### 批判
航空法第75条で、機長は事故の発生時に乗客の救助を率先して行うよう義務付けられているが、350便の機長はそれらの職責を放棄し、乗客に紛れて脱出した。当初、機長死亡という誤報が流れていたが、その後、真っ先にボートで救出される機長の姿が報道され厳しい批判を浴びた。その後、機長が精神分裂病であることが判明すると、そのような機長に乗務させていた日本航空の姿勢が安全軽視として厳しく批判された。

### 教訓
本事故以降、本事故の類似事故の発生防止策として1984年（昭和59年）6月27日に航空機乗務員健康を向上させるための医療機関である財団法人航空医学研究センター （現：一般財団法人航空医学研究センター）が設立された。
事故後、現在の羽田空港第3ターミナル西側に当たる環八通り沿い（羽田空港船着場付近）に、本事故の慰霊碑が建立されている。

### 便名
2025年現在、日本航空「350便」は欠番となっている。

### 当時の世間に与えた影響
「逆噴射」や「心身症」の他、副操縦士が叫んだ「キャプテン、やめてください!（機長、やめてください!）」は当時の流行語にもなった。

## 類似事故
以下は本事故同様にパイロットが意図的な操縦で墜落させた疑いがある事故。
- シルクエアー185便事故
- エジプト航空990便墜落事故
- LAMモザンビーク航空470便墜落事故
- ジャーマンウイングス9525便墜落事故
- ロイヤル・エア・モロッコ630便墜落事故